# Wilkiea wardellii
Wilkiea wardellii är en tvåhjärtbladig växtart som först beskrevs av Ferdinand von Mueller, och fick sitt nu gällande namn av Janet Russell Perkins. Wilkiea wardellii ingår i släktet Wilkiea och familjen Monimiaceae. Inga underarter finns listade i Catalogue of Life.